# Courset
Courset és un municipi francès situat al departament del Pas de Calais i a la regió dels Alts de França. L'any 2007 tenia 445 habitants.

## Demografia

### Població
El 2007 la població de fet de Courset era de 445 persones. Hi havia 132 famílies de les quals 20 eren unipersonals (12 homes vivint sols i 8 dones vivint soles), 36 parelles sense fills i 76 parelles amb fills.
La població ha evolucionat segons el següent gràfic:
Habitants censats

### Habitatges
El 2007 hi havia 153 habitatges, 137 eren l'habitatge principal de la família, 11 eren segones residències i 5 estaven desocupats. Tots els 148 habitatges eren cases. Dels 137 habitatges principals, 121 estaven ocupats pels seus propietaris i 16 estaven llogats i ocupats pels llogaters; 3 tenien una cambra, 1 en tenia dues, 8 en tenien tres, 52 en tenien quatre i 73 en tenien cinc o més. 124 habitatges disposaven pel capbaix d'una plaça de pàrquing. A 60 habitatges hi havia un automòbil i a 69 n'hi havia dos o més.

### Piràmide de població
La piràmide de població per edats i sexe el 2009 era:
| Homes | Edats   | Dones |
| ----- | ------- | ----- |
| 0     | 95 o +  | 0     |
| 0     | 90 a 94 | 0     |
| 0     | 85 a 89 | 0     |
| 0     | 80 a 84 | 0     |
| 4     | 75 a 79 | 8     |
| 4     | 70 a 74 | 4     |
| 8     | 65 a 69 | 0     |
| 8     | 60 a 64 | 16    |
| 12    | 55 a 59 | 8     |
| 20    | 50 a 54 | 20    |
| 8     | 45 a 49 | 20    |
| 16    | 40 a 44 | 16    |
| 24    | 35 a 39 | 28    |
| 12    | 30 a 34 | 8     |
| 20    | 25 a 29 | 16    |
| 20    | 20 a 24 | 8     |
| 8     | 15 a 19 | 12    |
| 16    | 10 a 14 | 8     |
| 16    | 5 a 9   | 16    |
| 20    | 0 a 4   | 0     |

## Economia
El 2007 la població en edat de treballar era de 285 persones, 200 eren actives i 85 eren inactives. De les 200 persones actives 189 estaven ocupades (97 homes i 92 dones) i 11 estaven aturades (5 homes i 6 dones). De les 85 persones inactives 29 estaven jubilades, 28 estaven estudiant i 28 estaven classificades com a «altres inactius».

### Ingressos
El 2009 a Courset hi havia 149 unitats fiscals que integraven 442 persones, la mediana anual d'ingressos fiscals per persona era de 16.358 €.

### Activitats econòmiques
Dels 8 establiments que hi havia el 2007, 3 eren d'empreses de construcció, 1 d'una empresa de comerç i reparació d'automòbils, 2 d'empreses d'hostatgeria i restauració, 1 d'una empresa de serveis i 1 d'una empresa classificada com a «altres activitats de serveis».
Els 2 serveis als particulars que hi havia el 2009 eren fusteries.
L'únic establiment comercial que hi havia el 2009 era una carnisseria.
L'any 2000 a Courset hi havia 22 explotacions agrícoles que ocupaven un total de 806 hectàrees.

## Equipaments sanitaris i escolars
El 2009 hi havia 1 escola elemental i 1 escola elemental integrada dins d'un grup escolar amb les comunes properes formant una escola dispersa. Courset disposava d'un col·legi d'educació secundària amb 140 alumnes.

## Poblacions més properes
El següent diagrama mostra les poblacions més properes.